# Eurrhypis cacuminalis
Eurrhypis cacuminalis — вид лускокрилих комах родини вогнівок-трав'янок (Crambidae).

## Поширення
Вид поширений в Південно-Східній Європі (в Україні, Молдові, Болгарії, Греції) і в Туреччині.

## Підвиди
- Eurrhypis cacuminalis cacuminalis
- Eurrhypis cacuminalis multiguttalis Staudinger, 1871 (Греція)